# Vicky – wielki mały wiking
Vicky – wielki mały wiking (niem. Wickie und die starken Männerⓘ, 2009) – niemiecki film przygodowy w reżyserii Michaela Herbiga na podstawie książki autorstwa Runera Jonssona

## Opis fabuły
Pewnego razu mały wiking z osady wikingów Vicky wraz z ojcem i innymi wikingami rusza w podróż. W czasie wyprawy dostrzega, że mimo niskiego wzrostu i słabej muskulatury można zostać prawdziwym wikingiem.

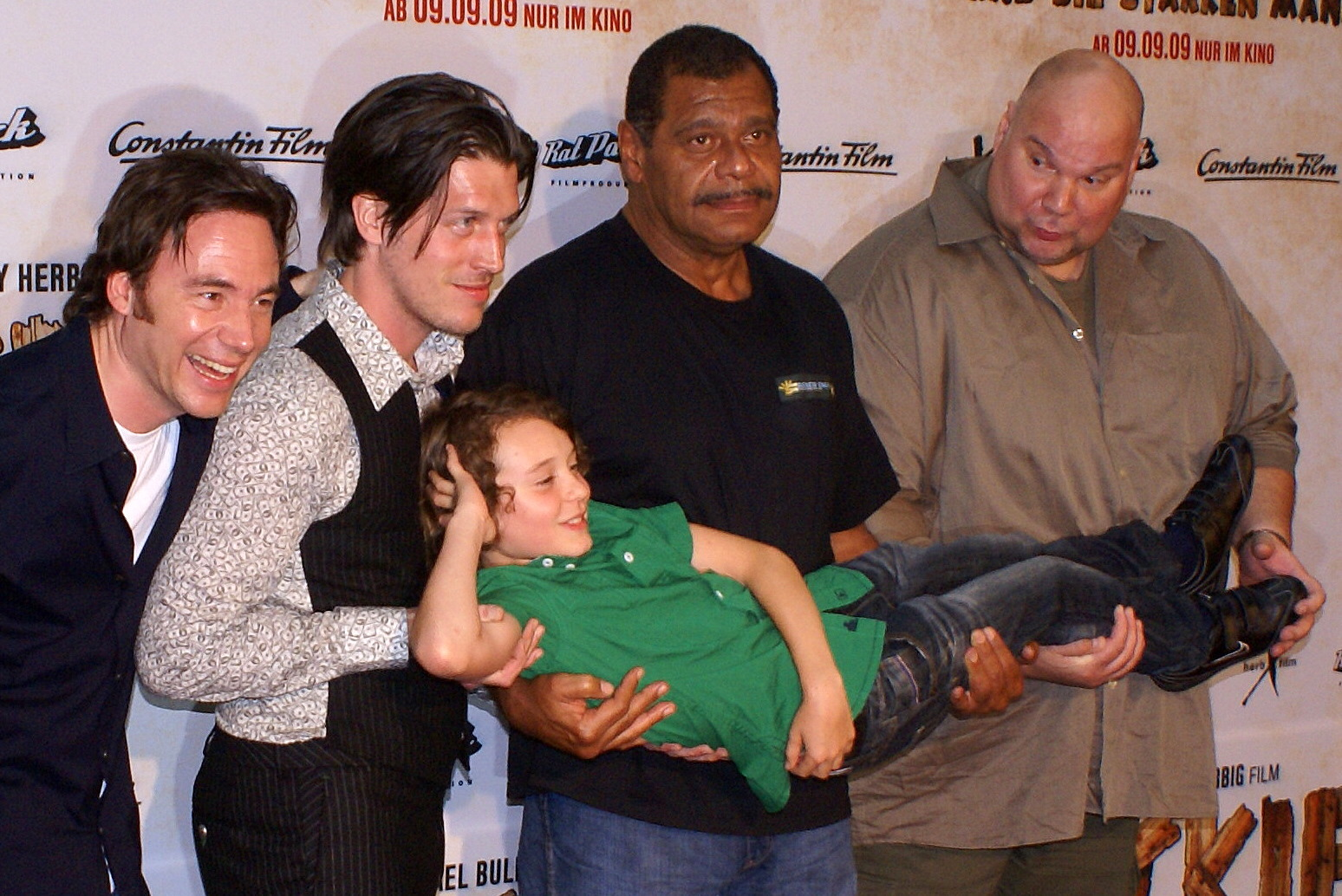
Główna obsada podczas premiery filmu

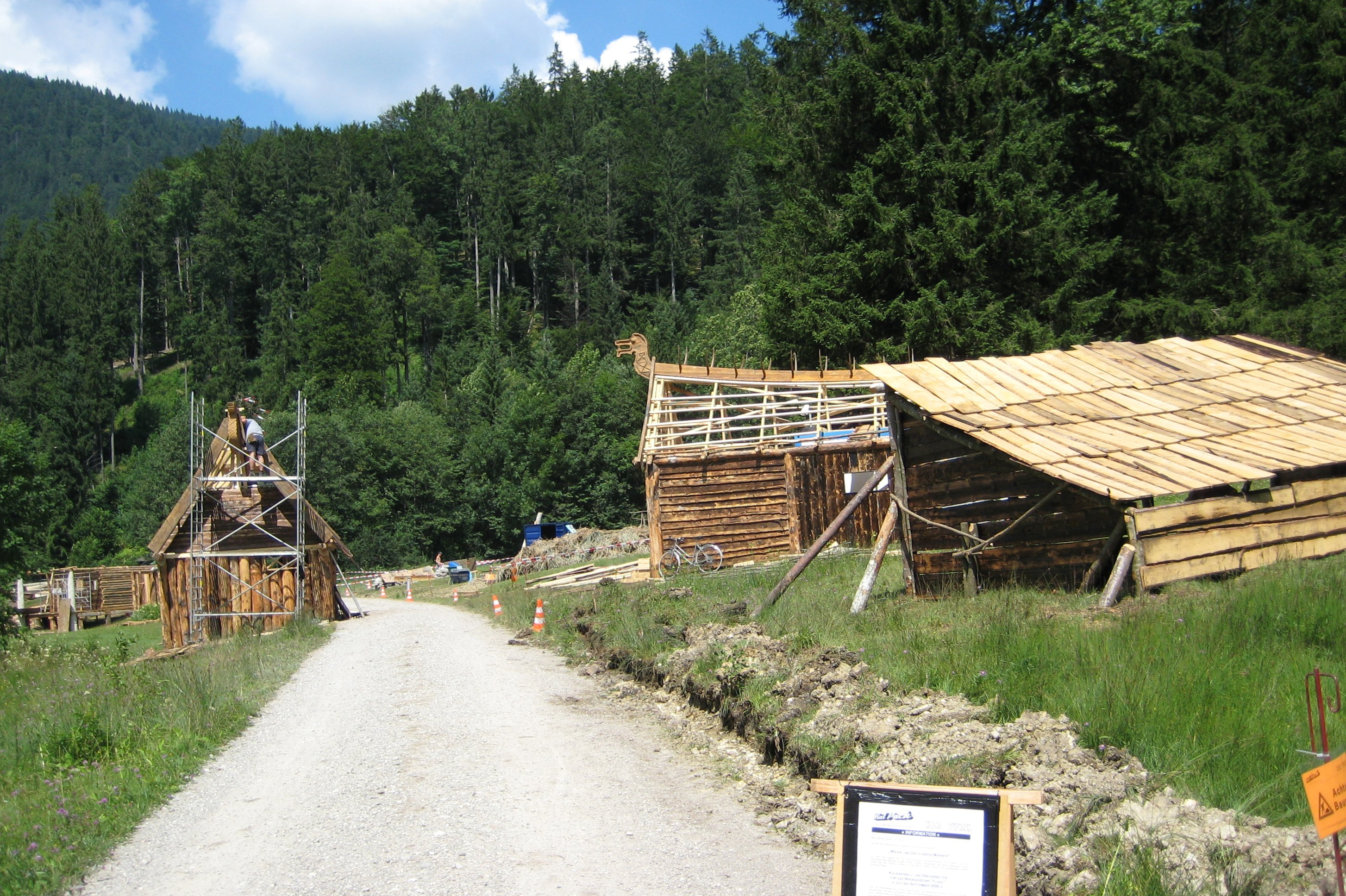
Plan zdjęciowy

## Obsada
- Jonas Hämmerle jako Wickie
- Waldemar Kobus jako Halvar
- Christian A. Koch jako Snorre
- Nic Romm jako Tjure
- Olaf Krätke jako Urobe
- Mike Maas jako Gorm
- Patrick Reichel jako Ulme
- Jörg Moukaddam jako Faxe
- Mercedes Jadea Diaz jako Ylvi
- Sanne Schnapp jako Ylva, Halvars Frau
- Ankie Beilke jako Lee Fu
- Günther Kaufmann jako Der schreckliche Sven
- Christoph Maria Herbst jako Pokka
- Jürgen Vogel jako Stotterpirat
- Sigi Klee jako Trommelpirat
- Helmfried von Lüttichau jako Strickerpirat
- Niklas Bronner jako Gilby
- Bruno Schubert jako Jürgen, Tjures Sohn
- Sammy Scheuritzel jako Würgen, Snorres Sohn
- Gisa Flake jako Tjures Frau
- Franka Much jako Snorres Frau
- Constanze Lindner jako Gorms Frau
- Sven Lucas Teichmann jako Halvar als Kind
- Hannah Herzsprung jako Waschweib Nr. 1
- Nora Tschirner jako Waschweib Nr. 2
- Sven Hönig jako Wach-Wikinger
- Herbert Feuerstein jako Tulpe
- Billie Zöckler jako Nelke
- Michael Herbig jako Ramon Martinez Congaz

## Wersja polska
Wersja polska: na zlecenie Monolith Films – DubbFilm

Reżyseria: Dobrosława Bałazy

Dialogi i teksty piosenek: Witold Surowiak

Dźwięk i montaż: Renata Gontarz

Kierownictwo produkcji: Romuald Cieślak

Opracowanie muzyczne: Jakub Szydłowski

Udział wzięli:
- Paweł Sanakiewicz
- Maciej Falana
- Jakub Szydłowski
- Janusz Wituch
- Maciej Szary
- Robert Czebotar − Congaz
- Julia Kołakowska
- Waldemar Barwiński
- Magda Kusa
- Hanna Kinder-Kiss
- Jarosław Domin
- Klaudiusz Kaufmann
- Jacek Król
- Mikołaj Klimek
- Jan Rotowski
- Piotr Bajor

Śpiewali: Tomasz Steciuk, Jakub Szydłowski i Jan Bzdawka.